# Christian S. Nissen
Christian Sandø Nissen (født 26. juli 1945) var generaldirektør i DR fra 1994 til 5. oktober 2004, hvor han blev afskediget af DR's bestyrelse. Der blev ikke givet nogen officiel begrundelse for fyringen, men den kom efter adskillige måneders uenighed med DRs bestyrelse og bestyrelsesformand Jørgen Kleener, udpeget af Venstre. I foråret 2007 udgav han en bog om årene i DR (”Generalens veje og vildveje”) på Gyldendal, hvor han beskriver uenigheden med Jørgen Kleener.
Christian S. Nissen voksede op i et højskolemiljø på Antvorskov Højskole ved Slagelse, hvor hans forældre var forstandere. Han er cand.phil. i samfundsfag fra Københavns Universitet og cand.scient.pol. fra Aarhus Universitet 1975. Fra 1972 til 1977 var han adjunkt og lektor i international politik på Institut for Statskundskab ved Københavns Universitet. Han blev i 1977 fuldmægtig i Miljøministeriet og fra 1981 fuldmægtig i Budgetdepartementet, Finansministeriet. 
Fra 1985 var han administrator ved Nationalmuseet og fra 1991 til 1994 administrerende direktør for Rigshospitalet.
Christian S. Nissen er i dag rådgiver og foredragsholder. Han er 'Visiting Researcher', Center for Civil Society Studies, Copenhagen Business School, medlem af bestyrelsen for FORUM, Inst. for Statskundskab, Københavns Universitet, medlem af det eksterne redaktionspanel for Kulturstyrelsens rapportering om mediernes udvikling i Danmark og formand for bestyrelsen, Huset DeltagerDanmark.
2006-2016 adjungeret professor ved Copenhagen Business School, Research associate ved the Media Management and Transformation Centre, Jönköping International Business School ([MMTC])2008-2011.  Formand for Roskilde Universitets (RUC's) bestyrelse 2008-2011 og formand for bistandsorganisationen CARE Danmark 2013-2018 samt medlem af Board of Directors, CARE International (Geneve). Han har været medlem af bestyrelsen for Det danske Filminstitut. I en årrække arbejdede han på medieområdet for Council of Europe (Europarådet) og for Open Society Institute i London (OSI), en del af George Soros Foundation, som medlem af instituttets Editorial Commission for projektet "Mapping Digital Media: Journalism, democracy and values"
.
Forfatter/redaktør af artikler og bøger om international politik, offentlig forvaltning, ledelse og medier.